# 156. strelska divizija (ZSSR)
156. strelska divizija (izvirno rusko 156. стрелковая дивизия; kratica 156. SD) je bila strelska divizija Rdeče armade v času druge svetovne vojne.

## Zgodovina
Divizija je bila ustanovljena leta 1941 in bila avgusta 1942 razpuščena. Ponovno so jo ustanovili aprila 1943 v Kalininu s preoblikovanjem 26. in 162. strelske brigade.